# Ted Hibberd

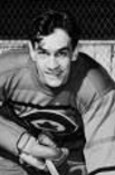
Ted Hibberd (1948)

Thomas Edward „Ted“ Hibberd (* 22. April 1926 in Ottawa, Ontario; † 10. Mai 2017 ebenda) war ein kanadischer Eishockeyspieler. Bei den Olympischen Winterspielen 1948 gewann er als Mitglied der kanadischen Nationalmannschaft die Goldmedaille.

## Karriere
Ted Hibberd begann seine Karriere als Eishockeyspieler in seiner Heimatstadt, in der er von 1942 bis 1948 im Juniorenbereich für die Ottawa New Edinburghs, Ottawa St. Pats, Ottawa Montagnards und Hull Volants aktiv war. Im Seniorenbereich spielte er im gleichen Zeitraum für die Ottawa New Edinburghs, Ottawa Montagnards, die Ottawa Navy Bluejackets aus der Ottawa National Defense Hockey League sowie die Ottawa Senators. Anschließend wurde er von den RCAF Flyers rekrutiert, mit denen er bei den Olympischen Winterspielen 1948 Kanada repräsentierte. Da Hibberd zu diesem Zeitpunkt kein Militärangehöriger war, wurde er kurzfristig als Aircraftsman, der niedrigste Luftwaffenrang, in die Royal Canadian Air Force aufgenommen. Nach den Winterspielen verbrachte er noch drei Jahre bei den RCAF Flyers, ehe er seine Karriere beendete.

### International
Für Kanada nahm Hibberd an den Olympischen Winterspielen 1948 in St. Moritz teil, bei denen er mit seiner Mannschaft die Goldmedaille gewann. In acht Spielen erzielte er drei Tore und vier Vorlagen.

## Erfolge und Auszeichnungen
- 1948 Goldmedaille bei den Olympischen Winterspielen